# Fischweide 1

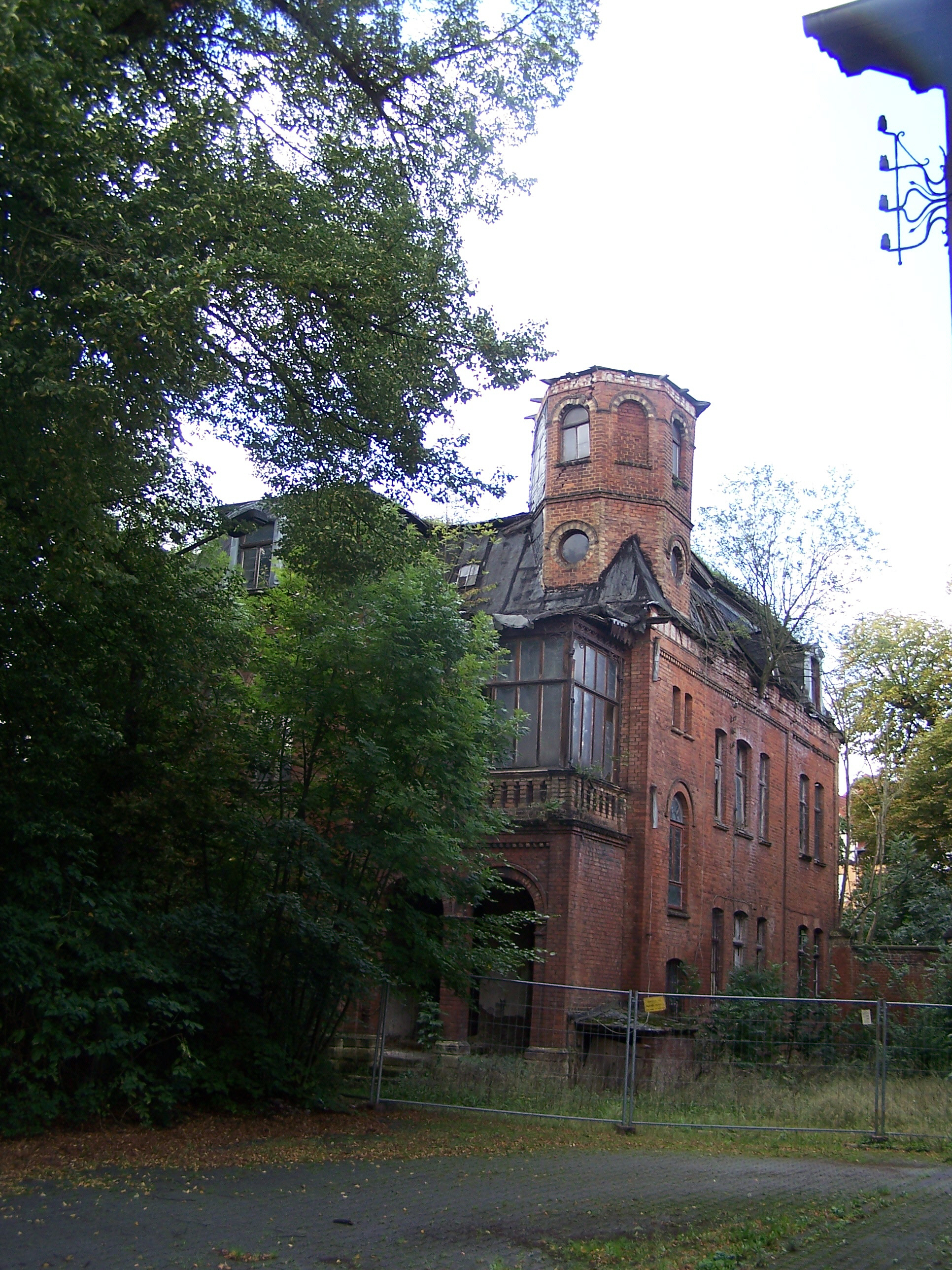
Die Ruine der Villa Fischweide 1 (2011)

Die Fischweide 1, auch Villa Fleischhauer war ein denkmalgeschützter Gebäudekomplex in Eisenach in Thüringen, bestehend aus einer gründerzeitlichen Industriellenvilla und Nebengebäuden. Das leerstehende Baudenkmal befand sich zuletzt in ruinösem Zustand und wurde im Frühjahr 2015 abgerissen.

## Lage
Die Fischweide befindet sich im Nordosten des Stadtzentrums von Eisenach unweit der Hörsel, die das Gelände bei größerem Hochwasser überschwemmt. Unmittelbar westlich schloss sich das Betriebsgelände der Fahrzeugfabrik Eisenach, später BMW und Automobilwerk Eisenach, an.

## Geschichte
Die Villa Fischweide 1 und ihre Nebengebäude wurde 1877 nach einem Entwurf von Hermann Hahn für den Industriellen Heinrich Wilhelm Fleischhauer errichtet, der in den Nebengebäuden des Anwesens seine Zigarrenfabrik betrieb. Nach Ende der Zigarrenfabrikation wurden in den Nebengebäuden Wohnungen eingerichtet.
Bereits in den 1980er Jahren gab es Bestrebungen des Automobilwerkes Eisenach, das Areal für eine Erweiterung des Betriebsgeländes des Fahrzeugherstellers abreißen zu lassen. Dies scheiterte am Widerstand der damaligen Eigentümerin. Als diese 1986 in die Bundesrepublik übersiedelte, fiel das Eigentum an der Villa an den Staat; Bemühungen eines langjährigen Bewohners, die Villa zu erwerben scheiterten. 1992 wurde die Villa als Baudenkmal eingetragen. Sie wurde zwischenzeitlich Erben der früheren Eigentümerin rückübertragen und stand seit 2000 leer.
Vandalismus, Diebstahl und eindringende Feuchtigkeit hatten die Bausubstanz seitdem stark geschädigt, Decken und zuletzt der markante Turm der Villa waren eingebrochen. 2013 erwarb die Städtische Wohnungsbaugesellschaft Eisenach das etwa 6000 Quadratmeter große Gelände und plante den Abriss der Gebäude zur Neuerschließung von Eigenheimbaugrundstücken. Der Abriss der Villa und einiger Nebengebäude erfolgte ab Februar 2015.